# The Model – Schönheit hat ihren Preis
The Model – Schönheit hat ihren Preis (Originaltitel: The Model) ist ein dänischer Erotik-Thriller aus dem Jahr 2016, bei dem Mads Matthiesen Regie führte und der von Matthiesen, Martin Zandvliet und Anders Frithiof August geschrieben wurde.
Die Hauptdarsteller sind Maria Palm und Ed Skrein.

## Handlung
Emma ist aus einer kleinen Stadt in Dänemark nach Paris gezogen, um dort als Model zu arbeiten. Die Werbeagentur, die sie angeworben hat, bringt sie sofort mit dem Top-Fotografen Shane White zusammen. Der Druck, der auf Emma lastet, ist groß, und da sie nicht in der Lage ist, sich wie gewünscht zu entspannen, wird sie vom Set geworfen und ihre Karriere scheint bereits vorüber zu sein.
Ihre Mitbewohnerin Zofia, mit der sie sich anfangs nicht anfreunden konnte, drängt sie dazu, auszugehen, um sich abzulenken. Später in einem Nachtclub trifft sie Shane White erneut und es fällt ihr nicht schwer, ihn zu verführen; bald darauf bekommt sie wieder neue Engagements. Am Ende schläft Emma mit Shane, der sie zu seiner neuen Freundin und Muse auserkoren hat.
Als Frederik, ihr langjähriger Freund, zu ihr nach Paris kommt, tut Emma erst so, als sei nichts geschehen, dann stellt sie ihren Freund vor vollendete Tatsachen, woraufhin er sie empört verlässt und nach Dänemark zurückkehrt. Shane nimmt Emma mit zu einer wichtigen und exklusiven Wochenend-Party. Emma fühlt sich dort von Shane vernachlässigt und gibt den Annäherungsversuchen von Sébastien nach, einem Mann der sich als Manager des Modehauses Chanel vorstellt. Der größte Wunschtraum von Emma ist es, einmal für Chanel auf der Fashion-Week zu modeln. Als ihr von Sébastien Drogen angeboten werden, sagt sie zwar, dass sie keine nimmt, greift dann aber doch zu. Danach hat sie einvernehmlichen Sex im Pool mit Sébastien. Tags darauf sitzt sie aber verstimmt bei Shane im Bett, plötzlich war das alles gegen ihren Willen. Shane sucht daraufhin Sébastien auf und schlägt ihn k. o.
Als Shane Emma schließlich verlässt, gerät sie in eine tiefe Krise und erfindet eine Schwangerschaft und erzählt ihm, sie sei erst 16 statt wie bisher angenommen 18. Emma ist manipulativ und vielleicht sogar psychisch krank. Emmas Eifersucht wird krankhaft: ein Gerücht über eine Affäre von Shane und Zofia bringt sie dazu, Zofia körperlich anzugreifen. Der Vermieter schreitet ein und trennt die beiden Kontrahentinnen. Dann neckt Emma den Mann, von dem sie wusste, dass er bereits in sie vernarrt war, zieht sich dann aber zurück. Eines Nachts, als Emma mit Bernard allein zu Hause ist, wird sie von Bernard vergewaltigt. Emma reagiert und sticht ihm, nachdem sie sich befreit hat, wiederholt mit einem Messer in den Unterleib, um dann verhaftet zu werden. Zu Hause in Dänemark erhält sie tröstliche Nachrichten über den Gesundheitszustand des Mannes. Frederik besucht sie bei den Eltern, hat ihr verziehen und nimmt die Beziehung wieder auf, als wäre nichts geschehen. Alles scheint zur Normalität zurückzukehren, die vor dem Pariser Zwischenspiel herrschte, als sie einen Anruf von Chanel erhält, der ihr anbietet, als Model für die wertvolle Marke zu arbeiten.

## Rezeption
The Model erhielt von den Kritikern gemischte Kritiken. Auf der Kritik-Aggregator Rotten Tomatoes, der Film hat eine Bewertung von 71 %, basierend auf sieben Bewertungen, mit einer durchschnittlichen Bewertung von 5,87/10. Metacritic gibt dem Film eine Punktzahl von 58 von 100, basierend auf sechs Kritiker, was bedeutet, „gemischte oder durchschnittliche Bewertungen“.
Die Hauptkritikpunkte an dem Film waren die Erzählweise, insbesondere die Entwicklung der Handlung, und die mangelnde Entwicklung der Charaktere. Variety schrieb: „Das Drehbuch von Matthiessen und den Co-Autoren Martin Pieter Zandvliet und Anders Frithiof August ist bis zum melodramatischen, die Glaubwürdigkeit strapazierenden letzten Akt überzeugend, obwohl die Charaktere, abgesehen von Emma, unterentwickelt sind.“ Neil Genzlinger von der New York Times schrieb: „Die Leichen sind dünn in dem dänischen Film und die Handlung ist es auch, obwohl das reale Model, das die Hauptrolle spielt, sich gut genug macht“.
„The Model“ ist ein vor allem optisch sauber eingefangenes Drama, das die mitunter grausam opportunistische Modelbranche in ebenso unterkühlte Bilder hüllt. Abgesehen von einigen gelungenen Performances bleibt jedoch wenig im Gedächtnis, wohl auch, weil der dänische Regisseur Mads Matthiesen selten das richtige Tempo für seine recht austauschbare Geschichte findet." (Dominik Hochholzer)
„Eine ätherische jugendliche Schönheit, die eigentlich noch wie ein Kind denkt und handelt, sammelt gute wie schlechte Erfahrung in der äußerlich glamourösen, doch inwändig kalten Modeszene in diesem eindrücklichen und um Tiefgang bemühten, recht distanziert inszenierten Erwachsenwerdungs- und Gesellschaftsdrama aus Dänemark. Lief erfolgreich auf diversen Festivals und sollte mit seinen überzeugenden Darstellern und der vielschichtigen Story bei anspruchsvollen Dramenfreunde offene Türen einrennen.“ (Kino.de)